# Louskáček (balet)
Louskáček je divadelní baletní pohádková inscenace na náměty příběhu Ernesta Theodora Amadea Hoffmanna. Hudbu složil Petr Iljič Čajkovskij, choreografii Lev Ivanov.

## Premiéra
Premiéru měla inscenace 18. prosince 1892 v Mariinském divadle v Petrohradě.
Dekorace a kostýmy navrhli Michail J. Botčarov a Konstantin M. Ivanov, hlavními interprety byli Antonietta Dell'Era, Pavel Gerdt, T. Stoukolkin, Nikolaj Legat, Olga Preobrazenska, S. Belinska.

## Hlavní postavy
- Klára
- Fritz (Klářin bratr)
- Zdravotní rada Stalbaum a jeho žena
- Soudní rada Drosselmayer (strýček)
- Louskáček
- Myší král
- Harlekýn
- Kolombína
- Čert
- zástupci národů